# Grand Prix automobile des Pays-Bas 1969
Résultats du Grand Prix des Pays-Bas de Formule 1 1969 qui a eu lieu sur le circuit de Zandvoort le 21 juin 1969.

## Classement
| Pos  | N° | Pilote               | Écurie       | Tours | Temps/Abandon      | Grille | Points |
| ---- | -- | -------------------- | ------------ | ----- | ------------------ | ------ | ------ |
| 1    | 4  | Jackie Stewart       | Matra-Ford   | 90    | 2 h 06 min 42 s 08 | 2      | 9      |
| 2    | 10 | Jo Siffert           | Lotus-Ford   | 90    | + 24 s 52          | 10     | 6      |
| 3    | 8  | Chris Amon           | Ferrari      | 90    | + 30 s 51          | 4      | 4      |
| 4    | 7  | Denny Hulme          | McLaren-Ford | 90    | + 37 s 16          | 7      | 3      |
| 5    | 12 | Jacky Ickx           | Brabham-Ford | 90    | + 37 s 67          | 5      | 2      |
| 6    | 11 | Jack Brabham         | Brabham-Ford | 90    | + 1 min 10 s 81    | 8      | 1      |
| 7    | 1  | Graham Hill          | Lotus-Ford   | 88    | + 2 tours          | 3      |        |
| 8    | 5  | Jean-Pierre Beltoise | Matra-Ford   | 87    | + 3 tours          | 11     |        |
| 9    | 14 | John Surtees         | BRM          | 87    | + 3 tours          | 12     |        |
| 10   | 18 | Vic Elford           | McLaren-Ford | 84    | + 6 tours          | 15     |        |
| Abd. | 17 | Silvio Moser         | Brabham-Ford | 54    | Allumage           | 14     |        |
| Abd. | 6  | Bruce McLaren        | McLaren-Ford | 24    | Suspension         | 6      |        |
| Abd. | 2  | Jochen Rindt         | Lotus-Ford   | 16    | Transmission       | 1      |        |
| Abd. | 16 | Piers Courage        | Brabham-Ford | 12    | Embrayage          | 9      |        |
| Abd. | 15 | Jackie Oliver        | BRM          | 9     | Boîte de vitesses  | 13     |        |

Légende :
- Abd.=Abandon

## Pole position et record du tour
- Pole position : Jochen Rindt en 1 min 20 s 85 (vitesse moyenne : 186,701 km/h).
- Tour le plus rapide : Jackie Stewart en 1 min 22 s 94 au 5e tour (vitesse moyenne : 181,997 km/h).

## Tours en tête
- Graham Hill 2 (1-2)
- Jochen Rindt 14 (3-16)
- Jackie Stewart 74 (17-90)

## À noter
- 8e victoire pour Jackie Stewart.
- 6e victoire pour Matra en tant que constructeur.
- 19e victoire pour Ford-Cosworth en tant que motoriste.